# 方津生
方津生醫生，SBS，JP，香港的骨科專家，長於頸、背、成人髖關節重建和膝蓋等外科手術。

## 生平
方津生出身安徽壽縣方振武家族，祖父方振武為抗日名將。他在家中八名兄弟姊妹中排行第八，二姊方安生為香港前政務司司長及立法會議員。他畢業於香港大學，獲授內外全科醫學士學位，其後赴利物浦大學深造，獲骨科碩士學位。他曾在骨科學系執教，並擔任瑪麗醫院、葛量洪醫院和那打素醫院的名譽骨科顧問醫生。現時為香港大學醫學院名譽教授和矯形及創傷外科學系名譽臨床醫學教授，並且是港大深圳醫院董事局成員。1992年至2012年期間，他曾擔任《香港骨科醫學雜誌》總編輯，現為該雜誌的榮譽退休編輯。

## 公職
方醫生積極服務社會，曾領導多個專業團體，包括香港骨科醫學會會長、香港醫學會會長及香港醫學專科學院主席，他亦曾出任健康與醫療發展諮詢委員會主席、香港醫務委員會成員及其轄下道德事務委員會主席。
此外，方醫生曾擔任聖保祿醫院院長、香港復康會會長，以及麥理浩復康院管治委員會主席；又出任SARS信託基金主席及香港體育委員會成員。他現時為世界衛生組織協作中心總監、香港展能藝術會名譽會長和香港歌劇院創院成員。

## 榮譽
方醫生於1992年獲委任為太平紳士，1997年獲授澳洲皇家内科醫學院榮譽院士，1998年獲頒銀紫荊星章，並於2005年獲授香港醫學專科學院榮譽院士。